# Диктатура (посёлок)
Диктатура — посёлок в Плавском районе Тульской области России.
В рамках административно-территориального устройства является центром Диктатурского сельского округа Плавского района, в рамках организации местного самоуправления включается в Камынинское сельское поселение.

## География
Расположен в 19 км к юго-востоку от города Плавска и в 74 км к югу от центра Тулы.

## Население
| 2002 | 2010 |
| ---- | ---- |
| 466  | ↘438 |

Население — 438 чел. (2010).